# 华令加议会
华令加议会（英語：Warringah Council）曾經是澳大利亚的一個地方政府，位於新南威尔士州悉尼北海岸之地；擁有著名的海水浴場和適合衝浪的海岸。2008年發表的《BankWest Quality of Life Index》，华令加被評量為全澳590個地方政府中，生活品質指數第41名。2016年區域改組後，曼利、碧水與華令加一帶被納入新設立的北部灘議會。

## 沿革
华令加在澳大利亞原住民顧林凱族語中含有「下雨的徵兆」、「橫越海浪」、「海」之意。顧林凱族曾主要於Port Jackson 和 Broken Bay生存，后扩张至 Lane Cove River 生活。
华令加在雪梨被闢為殖民地以後的數星期也被探索，惟遲至1800年代，當地仍保持著未開發的景象；僅僅在一些平地上有小規模的住戶。地理上，與雪梨儘管不遠，但由於交通不便，計上途經已建設好的道路，全程仍逾100公里以上。

## 议会
华令加议会有议席10座，其中9位是議員，1位為市長。

## 地理
华令加议会目前管理著152平方公里的土地，擁有14公里的海岸線、6千公顷的天然森林，是個適合城市人休閒的地方。

## 人文
根據澳大利亞統計局資料，华令加：
- 至2006年6月30日，有居民141,133人，乃新南威尔士州人口第17大城；等於佔州內6,827,694人口的2.1%。

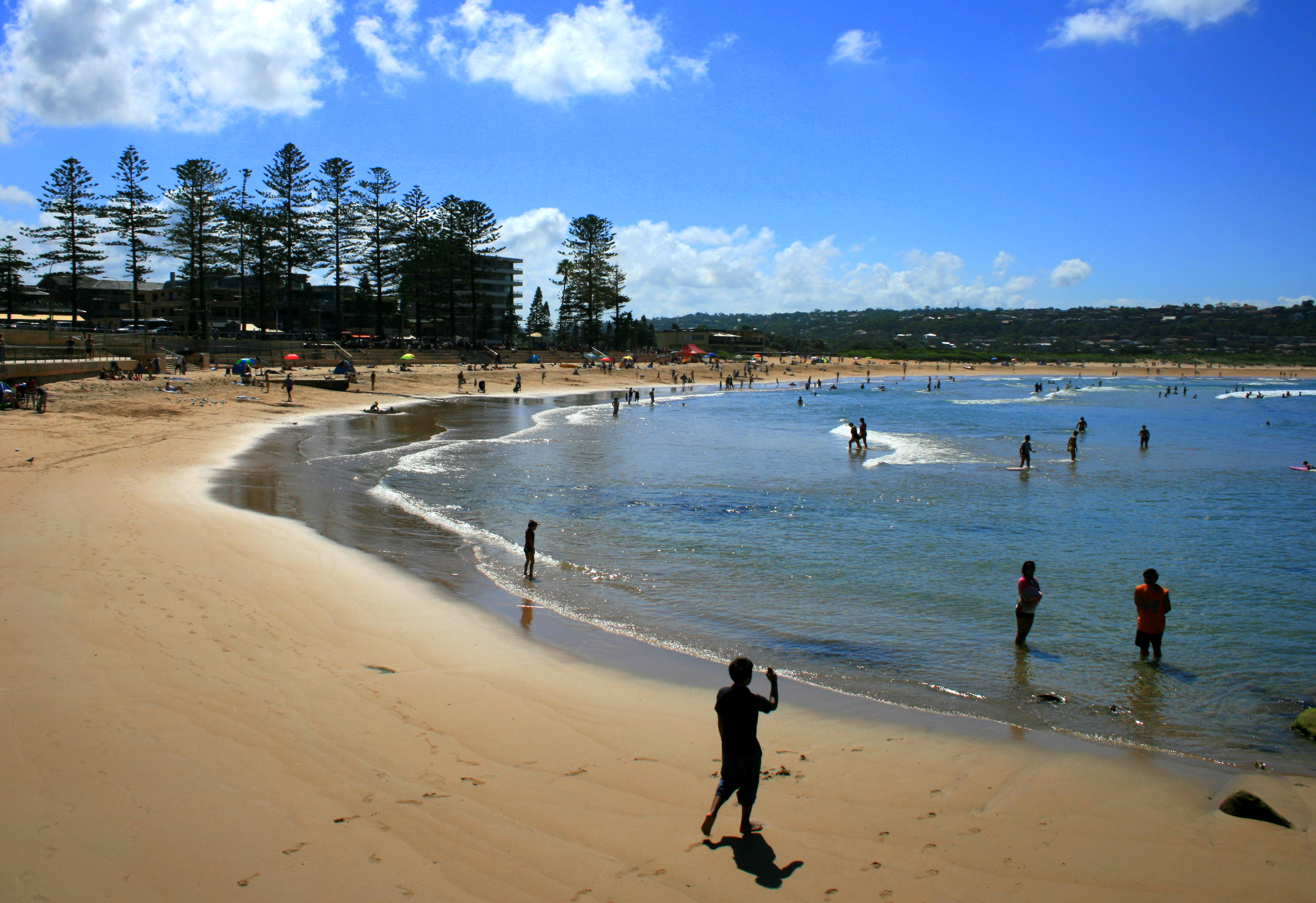
德懷沙灘

## 外部連結
- 华令加议会（页面存档备份，存于）
- 2001年人口調查（页面存档备份，存于）

33°45′S 151°17′E / 33.750°S 151.283°E